# Freux
Freux is een dorp in de Belgische provincie Luxemburg en een deelgemeente van Libramont-Chevigny. Net ten noordoosten van het dorpscentrum van Freux ligt het gehucht Freux Ménil, net ten westen Freux-Suzerain en net ten zuiden Freux-La Rue. In het zuiden van de deelgemeente ligt het dorp Bougnimont.

## Geschiedenis
Op de Ferrariskaart uit de jaren 1770 staat de plaats aangeduid als Freux, met centraal de parochiekerk en slechts enkele gebouwtjes. Net ten zuiden daarvan toont de kaart het gehucht La Rue, ten noordoosten het gehucht Freux Mesnil en ten westen het gehucht Freux Susserain.
Op het eind van het ancien régime werd Freux een gemeente en ook het gehucht Bougnimont werd zelfstandig. In 1823 werd de gemeente Bougnimont alweer opgeheven en bij Freux gevoegd. In 1977 werd Freux een deelgemeente van Libramont-Chevigny.

## Demografische ontwikkeling
- Bronnen:NIS, Opm:1831 tot en met 1970=volkstellingen, 1976= inwnoneraantal op 31 december

Deelgemeenten: Bras · Freux · Libramont · Moircy · Recogne · Remagne · Sainte-Marie-Chevigny · Saint-Pierre

Overige dorpen en gehuchten: Bernimont · Bonnerue · Bougnimont · Chenet · Flohimont · Jenneville · Lamouline · Laneuville · Neuvillers · Nimbermont · Ourt · Presseux · Renaumont · Rondu · Sberchamps · Séviscourt · Wideumont

Belgische gemeenten · Arrondissement Neufchâteau · Luxemburg · Wallonië